# John Cooper (nhà soạn nhạc)
John Cooper, hay còn được biết đến là Giovanni Coprario, Coperario (1570-1626) là nhà soạn nhạc, nghệ sĩ viol và đàn luýt người Anh.

## Tiểu sử
John Cooper đổi tên thành một cái tên theo phong cách Ý vào đầu thế kỷ 17. Thỉnh thoảng điều đó được cho là bởi Cooper đã đến thăm quốc gia này, tuy nhiên hiện không có bằng chứng nào cho thấy điều đó. Từ năm 1622, ông đã phục vụ và có thể đã giảng dạy Thái tử xứ Wales, từ người này ông lại tiếp tục công việc của mình với vua Charles I của Anh. Ông bầu của Cooper là Edward Seymour, Bá tước xứ Hertford, người mà từ đó Cooper dạy William Lawes. Theo Ernst Meyer, Cooper dành một khoảng thời gian dài để là một nhạc sĩ trong cung điện hoàng gia.

## Phong cách âm nhạc
Theo Ernst Meyer, John Cooper sáng tác âm nhạc theo đúng phong cách đương thời.

## Tác phẩm
John Cooper đã sáng tác các bản fantasia, tổ khúc và nhiều tác phẩm khác cho violin và viol, 2 tuyển tập bài hát: Funeral Teares (1606) và Songs of Mourning: Bewailing the Untimely Death of Prince Henry (1613). Ông còn viết một luận án về sáng tác: Rules how to Compose. Ngoài ra, có 96 bản fantasia dành cho 3 đến 6 ca sĩ, hầu hết trong Bộ sưu tập Âm nhạc Oxford và Bộ sưu tập Âm nhạc Học viện Hoàng gia, được cho là sáng tác của John Cooper, theo một tài liệu vào năm 1946. Ernst lưu ý rằng 5 hoặc 6 đoạn fantasia của nhà soạn nhạc người Anh là sự sao chép hoặc mô phỏng các bản madrigal của chính Cooper. Tuy nhiên, cũng theo Meyer, những bản fantasia của Cooper dành cho 3 hoặc 4 nhạc cụ, những bản này đặc biệt về hình thức, lại là những sự thú vị độc lập.